# Anna Magnani

Anna Magnani (1961)

Anna Magnani (* 7. März 1908 in Rom; † 26. September 1973 ebenda) war eine italienische Filmschauspielerin.

## Leben
Anna Magnani, als nichteheliches Kind in Armut geboren, wuchs bei ihrer Großmutter in Rom im Königreich Italien auf. Sie trat in Nachtclubs als Sängerin auf, um als Studentin der Accademia nazionale d’arte drammatica in Rom zu überleben. Nach dem Abschluss schloss sie sich einer Wanderbühne an. Sie trat bereits 1928 in Augusto Geninas Stummfilm Scampolo und in den 1930er Jahren in diversen kleineren Filmen auf. Bekannt wurde sie jedoch erst 1941 mit dem Film Teresa Venerdì von Vittorio De Sica.
Der Durchbruch als international gefeierter neuer Filmstar Italiens gelang ihr 1945, als Roberto Rossellini – mit dem sie auch privat liiert war – ihr die Rolle der Pina in Rom, offene Stadt gab, einem Meisterwerk des Neorealismus. Von da an arbeitete sie nur noch für den Film und mit vielen wichtigen Regisseuren der 1950er und 1960er Jahre. Der Historiker Dietmar Stübler nannte sie im Hinblick auf ihre Frühwerke eine „erstklassige Charakterdarstellerin der einfachen Frauen aus dem Volk“.

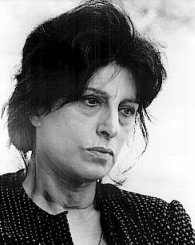
Anna Magnani

1955 engagierte sie der US-amerikanische Regisseur Daniel Mann für die Tennessee-Williams-Adaption Die tätowierte Rose. Für ihr Porträt der italo-amerikanischen Witwe Serafina Delle Rose neben Burt Lancaster gewann Magnani als erste italienische Schauspielerin den Oscar als beste Hauptdarstellerin. Tennessee Williams meinte über sie:

„Sie stand so sehr außerhalb jeder Konvention wie niemand sonst, den ich in meinem Leben gekannt habe. […] In dieser Unbürgerlichkeit wurzelte wohl auch ihre stolze Selbstsicherheit.“

Zwei Jahre später wurde sie noch ein weiteres Mal für den Oscar nominiert. Sie spielte die Hauptrolle in George Cukors Melodram Wild ist der Wind. Für diesen Film erhielt sie außerdem den Silbernen Bären der Berlinale 1958.
Ihren letzten Film drehte sie 1972 mit Federico Fellini in einer kleinen Szene im Filmdrama Fellinis Roma. Das Kunstwerk geriet zur Hommage an die große italienische Charakterdarstellerin, die zum Zeitpunkt der Dreharbeiten bereits krank war. 1973 starb sie im Alter von 65 Jahren an Bauchspeicheldrüsenkrebs. Bei der Trauerfeier sollen mehr als 100.000 Menschen ihrem Sarg gefolgt sein. Anna Magnanis Grab befindet sich auf dem städtischen Friedhof von San Felice Circeo, rund 100 Kilometer südöstlich von Rom.
Von 1935 bis 1950 war sie mit dem Filmregisseur Goffredo Alessandrini verheiratet. Vater ihres einzigen Sohnes war der acht Jahre jüngere Schauspieler Massimo Serato.

## Filmografie (Auswahl)
- 1938: Rivalin der Zarin (Tarakanowa)
- 1941: Verliebte Unschuld (Teresa Venerdì)
- 1943: Campo de’ Fiori
- 1944: Närrisches Quartett (Quartetto pazzo)
- 1945: Rom, offene Stadt (Roma, città aperta)
- 1945: Zum Teufel mit der Armut (Abbasso la miseria)
- 1946: Der Bandit (Il bandito)
- 1946: Zum Teufel mit dem Reichtum (Abbasso la ricchezza)
- 1947: Die Gezeichnete (Assunta Spina)
- 1947: Abgeordnete Angelina (L’onorevole Angelina) (auch Co-Drehbuch)
- 1948: Amore (L’amore)
- 1948: Straßen-Träumereien (Molti sogni per le strade)
- 1950: Vulcano (Vulcano)
- 1951: Bellissima
- 1952: Anita Garibaldi (Anita Garibaldi)
- 1952: Die goldene Karosse (La carrozza d’oro)
- 1953: Wir Frauen (Siamo donne) (eine Episode)
- 1955: Die tätowierte Rose (The Rose Tattoo)
- 1957: Schicksal einer Nonne (Suor Letizia)
- 1957: Wild ist der Wind (Wild is the Wind)
- 1958: Die Hölle in der Stadt (Nella città l’inferno)
- 1960: Der Mann in der Schlangenhaut (The Fugitive Kind)
- 1960: Dieb aus Leidenschaft (Risate di gioia)
- 1962: Mamma Roma
- 1967: Made in Italy
- 1969: Das Geheimnis von Santa Vittoria (The Secret of Santa Vittoria)
- 1971: Anna und ihr Auto (L’automobile)
- 1971: La sciantosa
- 1972: Fellinis Roma (Roma)

## Auszeichnungen (Auswahl)

Anna Magnani in ihrer Wohnung (1961)

- 1946: Nastro d’Argento in der Kategorie Beste Nebendarstellerin für Rom, offene Stadt
- 1946: National Board of Review Award in der Kategorie Beste Hauptdarstellerin für Rom, offene Stadt
- 1947: Nastro d’Argento in der Kategorie Beste Hauptdarstellerin für Abgeordnete Angelina
- 1947: Coppa Volpi in der Kategorie Beste Hauptdarstellerin für Abgeordnete Angelina
- 1948: Nastro d’Argento in der Kategorie Beste Hauptdarstellerin für Amore
- 1951: Nastro d’Argento in der Kategorie Beste Hauptdarstellerin für Bellissima
- 1955: National Board of Review Award in der Kategorie Beste Hauptdarstellerin für Die tätowierte Rose
- 1955: Oscar in der Kategorie Beste Hauptdarstellerin für Die tätowierte Rose
- 1955: BAFTA in der Kategorie Beste ausländische Hauptdarstellerin für Die tätowierte Rose
- 1955: Golden Globe in der Kategorie Beste Hauptdarstellerin – Drama für Die tätowierte Rose
- 1955: New York Film Critics Circle Award in der Kategorie Beste Hauptdarstellerin für Die tätowierte Rose
- 1957: Nastro d’Argento in der Kategorie Beste Hauptdarstellerin für Schicksal einer Nonne